# الأوركسترا الحمراء

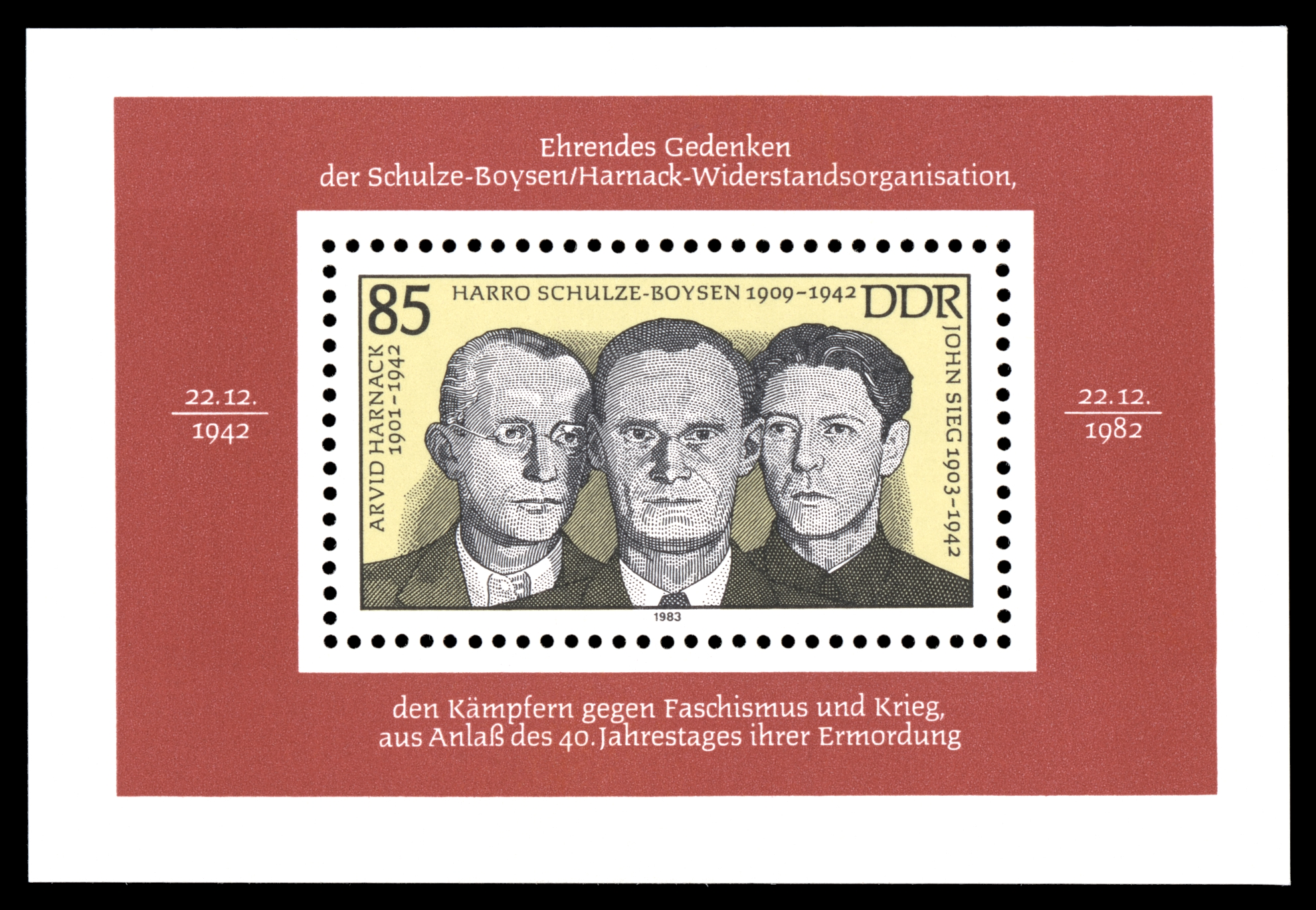
طابع بريدي من ألمانيا الشرقية يعود للعام 1982، يحمل صور أرفيد هارناك وهارو شولتسه بويسن وجون زيج

الأوركسترا الحمراء (بالألمانية: die rote Kapelle) هو اسم جامع أطلقته الشرطة السرية النازية الجستابو على مجموعات مقاومة للنازية أثناء الحرب العالمية الثانية. كان كل من هارو شولتسه-بويسن وأرفيد هارناك الذين مارسا نشاطهما في برلين من بين أفراد هذه المجموعات، كذلك كانت هناك مجموعات مخابراتية في باريس وبروكسل أقامها ليوبولد تريبر بتكليف من المخابرات العسكرية السوفيتية. وبخلاف الأسطورة الشائعة حول الأوركسترا الحمراء، لم تكن هذه المجموعات شيوعية التوجه كما لم تكن تحت قيادة موحدة، وكانت في الواقع شبكة من مجموعات منفردة والأشخاص في مناطق مختلفة. حدد بالاسم حوالي 400 فرد انتموا للأوركسترا الحمراء. عملت هذه المجموعات على توزيع المنشورات ومساعدة اليهود والمعارضين وتوثيق جرائم النظام النازي.

## الاسم
أطلق جهاز مكافحة التجسس عبر الاتصالات فونك أبفير التابع للفيرماخت والجستابو مسمى «الأوركسترا الحمراء» على المجموعات التي افترضوا أنها كانت على اتصال أو كانت بالفعل على اتصال مع الاتحاد السوفيتي كما كان حال مجموعات باريس وبروكسل.
بعدما التقط جهاز مكافحة التجسس في أغسطس 1942 مراسلات لاسلكية ذُكرت فيها أسماء أشخاص ألمان، جمعت الشرطة السرية هؤلاء الأشخاص وعائلاتهم وأصدقاءهم ووضعتهم موضع اشتباه. كتب المؤلف شتيفان رولوف في 2002:

المؤرخ هانز كوبي الابن يذكر خلال بحثه في المصادر، في عام 1996، ما يلي: